# Харпича
Харпича — проточное озеро тектонического происхождения в Красноярском крае России, располагается на севере Эвенкийского района.
Озеро Харпича имеет форму серпа и находится на высоте 480 м над уровнем моря, занимая межгорную ложбину почти в центре плато Путорана. Его площадь составляет 27,2 км², площадь водосборного бассейна — 781 км². Длина озера около 21,5 км, ширина достигает 1,6 км. Через Харпичу проходит верхнее течение реки Котуй, которая сливаясь с рекой Хетой, образует реку Хатангу, впадающую в море Лаптевых. Котуй впадает в озеро на западе и вытекает на востоке. В озеро впадает ещё несколько небольших рек: Хэгды-Буникан, Отёхтёх, Какира и Семён-Юрях. Имеются небольшие острова при впадении и истоке Котуя. Берега в основном крутые, окружены горами высотой до 1345 м. Растительность на берегах представляет собой горные северотаёжные леса и горные тундры.

## Флора и фауна
Озеро богато рыбой, в нём обитает 30 видов. На берегах обитает дикий северный олень, бурый медведь, пищуха, встречаются зайцы-беляки, различные полёвки.
Летом 2023 года сотрудники научного отдела Объединённой дирекции заповедников Таймыра с участием коллег с Биологического факультета МГУ и Зоологического института Российской академии наук провели экспедицию на озеро, в ходе которой было собрано около 900 образцов растений. Среди них восемь видов, внесенных в Красную книгу Красноярского края, в том числе остролодочник Чекановского и остролодочник Путоранский. Впервые на территории охранной зоны заповедника и на плато Путорана в целом встречены ковылёчек монгольский, щавелёк золотисто-рыльцевый, хохлатка арктическая и другие.
Код водного объекта в государственном водном реестре — 17040200111117600000417.